# Leucodiaporthe juglandis
Leucodiaporthe juglandis är en svampart som beskrevs av Lar.N. Vassiljeva 2008. Leucodiaporthe juglandis ingår i släktet Leucodiaporthe och familjen Diaporthaceae.   Inga underarter finns listade i Catalogue of Life.